# Chaetopelma
Chaetopelma es un género de arañas que pertenece a la familia Theraphosidae (tarántulas).

## Especies
- Chaetopelma adenense (Simon, 1890) — Siria, Adén
- Chaetopelma altugkadirorum Gallon, Gabriel & Tansley, 2012[1] — Turquía, Siria,
- Chaetopelma concolor (Simon, 1873) — Turquía, Siria, Egipto
- Chaetopelma karlamani (Vollmer, 1997) — Chipre
- Chaetopelma olivaceum (C.L.Koch, 1841) — Chipre, Turquía, Oriente Medio, Egipto, Sudán
- Chaetopelma webborum (Smith, 1990) — Camerún